# Willie McFaul
William Stewart McFaul, noto anche come Willie o Iam McFaul (Coleraine, 1º ottobre 1943), è un ex calciatore e allenatore di calcio nordirlandese, di ruolo portiere.

## Carriera

### Club
Debuttò tra i professionisti con indosso la maglia del Linfield, venendo poi ceduto al Newcastle United nel 1966. Gli ci volevano circa due anni per affermarsi come titolare tra i pali dei Magpies, ma ben presto riuscì a diventare una presenze fissa negli undici iniziali. Il primo trofeo della sua esperienza fu la Coppa delle Fiere 1968-1969, ottenuta dopo aver battuto per 3-0 gli ungheresi dell'Újpest in finale. Uno dei momenti più bassi della sua carriera al Newcastle venne raggiunto durante la finale di FA Cup 1973-1974 a Wembley, dove verranno battuti per 3-0 dal Liverpool con una doppietta di Kevin Keegan e una rete di Steve Heighway.

### Nazionale
McFaul ha disputato in totale 6 presenze per la nazionale nordirlandese. Il suo scarso minutaggio fu dovuto per lo più alla presenza di Pat Jennings, leggenda del calcio nordirlandese che presto divenne un'icona per la propria nazionale.

### Allenatore
Venne nominato tecnico ad interim del Newcastle United nell'agosto 1985 date le dimissioni di Jack Charlton dopo un'amichevole pre-campionato contro lo Sheffield United: la motivazione principale di tale azione fu dovuta ad una lite che avvenne direttamente tra lui e la tifoseria della squadra, che non gradì la cessione di Chris Waddle e il mancato ingaggio di Eric Gates dall'Ipswich Town. La sua gara di esordio fu giocata contro il Southampton, in cui decise di collocare l'allora diciottenne Paul Gascoigne nel ruolo di trequartista. Alla fine di agosto, dopo che i Magpies batterono per 1-0 il Liverpool, la società decise di premiarlo facendogli firmare un contratto da tecnico a lungo termine.
Dopo circa due mesi dall'inizio della stagione 1985-1986 decise di ingaggiare nuovi giocatori per rafforzare la propria squadra: come primi acquisti arrivarono Ian Edwin Stewart dal QPR, Alan Davies dal Manchester United e Billy Whitehurst dall'Hull City per rinforzare il reparto offensivo. A questi nuovi acquisti, seguirono risultati notevolmente positivi: un pareggio contro il Liverpool per 1-1 ad Anfield, un altro pareggio per 2-2 contro i campioni in carica dell'Everton, per poi battere per 2-1 in trasferta il Nottingham Forest di Brian Clough e l'Arsenal per 1-0. I Magpies conclusero quella stagione all'undicesimo posto.
La scarsa attività durante il calciomercato estivo del 1986 fece sì che il Newcastle iniziasse negativamente la stagione 1986-1987, ritrovandosi ultimo in classifica già a novembre. A McFaul venne affidata una somma di denaro dalla società da usare appositamente per il mercato, spendendo la cifra record di £ 400.000 per Paul Goddard del West Ham United. Grazie al suo arrivo e al notevole incremento della forma fisica della squadra, i Magpies riuscirono a terminare la stagione al diciassettesimo posto in classifica, scongiurando la retrocessione.
L'inizio della stagione 1987-1988 si rivelò piuttosto turbolento: la tifoseria della squadra innalzò numerose proteste riguardo la cessione di Peter Beardsley al Liverpool e così il tecnico, per cercare il suo sostituto ideale, acquistò Mirandinha dal Palmeiras. Con l'ulteriore arrivo dell'ala Glyn Hodges dal Wimbledon e del giovane nordirlandese Michael O'Neill, il Newcastle ebbe una notevole ripresa finendo per piazzarsi all'ottavo posto in classifica. Durante l'estate del 1988, il club vide molti dei suoi pezzi pregiati partire verso nuove destinazioni, con McFaul che fu costretto ad attivarsi subito sul mercato: egli acquistò per una cifra di £ 700.000 il portiere Dave Beasant, il difensore Andy Thorn per £ 800.000, l'esterno John Hendrie per £ 500.000 e l'attaccante degli Hearts of Midlothian John Robertson per £ 800.000. Anche nonostante la partenza di Gascoigne, la tifoseria dei Magpies apprezzò comunque il modo in cui la squadra stava disputando le loro gare. Tutto ciò, però, si destabilizzò molto presto a causa di una sconfitta per 4-0 contro l'Everton con una tripletta del capitano dei Toffees Tony Cottee, mentre nella gara successiva  la squadra ottenne un pareggio per 2-2 contro il Tottenham. Sembrava che la squadra avesse ripreso la forma fisica adatta per affrontare le successive gare, e infatti i miglioramenti non tardarono ad arrivare, con il club che ottenne una vittoria fondamentale contro il Liverpool per 2-1. Tuttavia, già nella gara successiva i Magpies saranno nuovamente travolti per tre reti a zero dal Coventry City, determinando così la fine dell'esperienza di McFaul sulla panchina del Newcastle United.
Nel 1989 tornò ufficialmente in patria firmando per il Coleraine, club della sua città natale. Rimase sulla panchina di quest'ultimo per tre anni prima di divenire il commissario tecnico della Nazionale guamana.

## Palmarès

### Giocatore

#### Competizioni nazionali
- Campionato nordirlandese: 2

Linfield: 1961-1962, 1965-1966
- Irish Cup: 2

Linfield: 1961-1962, 1962-1963
- Gold Cup (Irlanda del Nord): 3

Linfield: 1961-1962, 1963-1964, 1965-1966

#### Competizioni regionali
- Ulster Cup: 2

Linfield: 1961-1962, 1964-1965

#### Competizioni internazionali
- Coppa delle Fiere: 1

Newcastle United: 1968-1969
- Coppa Anglo-Italiana: 1

Newcastle: 1973

### Allenatore

#### Competizioni regionali
- North West Senior Cup: 1

Coleraine: 1991-1992